# Makrokylindrus declivifrons
Makrokylindrus declivifrons is een zeekommasoort uit de familie van de Diastylidae. De wetenschappelijke naam van de soort is voor het eerst geldig gepubliceerd in 1996 door Muhlenhardt- Siegel.